# Андреевская улица (Чернигов)
Андреевская улица (укр. Андріївська вулиця) — улица в Деснянском районе города Чернигова, исторически сложившаяся местность (район) Ганжевщина. Пролегает от здания Деснянского районного суд города Чернигова до улицы Алексея Флёрова. Улица частично расположена на линии трассировки проспекта Победы с реконструкцией усадебной застройки (непарная сторона) под многоэтажную жилую застройку, согласно «Генеральному плану Чернигова».  
Примыкают улицы Ганжевская.

## История
Андреевская улица была проложена в 1890-е годы землевладельцем Андреем Ганжой на своей земле, наряду с другим четырьмя (Борисовская, Петровская, Софиевская, Юрьевская), и названа его именем. Была застроена индивидуальными домами.
Поскольку земельный участок не имел выхода к Петербургской улице, Ганжа выменял у думы полосу земли и проложил по ней улицу от Петербургской к Юрьевской. 
В 1940 году Андреевская улица переименована на улица Тельмана — в честь лидера немецких коммунистов Эрнста Тельмана.
После Великой Отечественной войны на месте разрушенных домов был возведён ряд новых индивидуальных домов.
Изначально улица пролегала от Петербургской улицы. Начало улицы было застроено — в 1979 году было построено здание Деснянского райкома и райисполкома (проспект Победы № 141, сейчас Деснянский районный суд города Чернигова и Управление образования Черниговского горсовета) и по этому нумерация улицы начинается с № 9. 
19 февраля 2016 года улице было возвращено историческое название — в честь землепользователя Андрея Ганжи, согласно Распоряжению городского главы В. А. Атрошенко Черниговского городского совета № 54-р «Про переименование улиц города» («Про перейменування вулиць міста»)

## Застройка
Парная и непарная стороны улицы занята усадебной застройкой. Имеет проезд со стороны площади Пять углов. 
Учреждения: нет